# West End (Boston)
Das West End ist ein Stadtteil (neighborhood) der Stadt Boston im Bundesstaat Massachusetts in den Vereinigten Staaten. Das Gebiet liegt zwischen der Cambridge Street im Süden, dem Charles River im Westen und Nordwesten, der North Washington Street im Norden und Nordosten sowie der New Sudbury Street im Osten. Im Süden grenzt der Stadtteil an Beacon Hill und im Osten an das North End. Das West End wurde in den späten 1950er Jahren durch ein großangelegtes Stadterneuerungsprojekt überregional bekannt, in dessen Zuge großflächig italienische und jüdische Viertel niedergerissen wurden, um einer Neuentwicklung Platz zu machen.

## Geografie

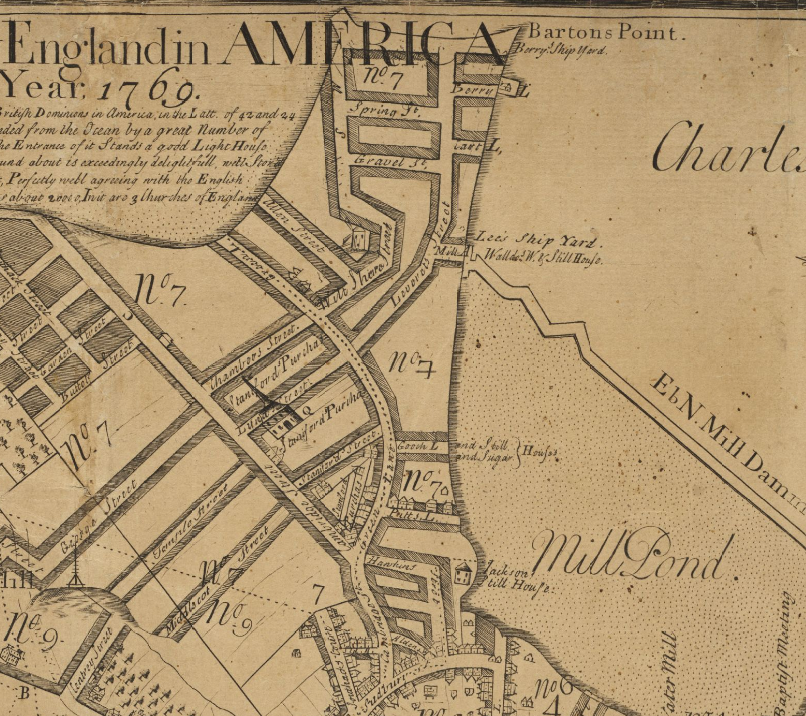
Das West End ca. 1769

### Geografische Lage
Das West End befindet sich auf dem nordwestlichen Teil der Shawmut-Halbinsel. Der größte Teil des Baugrunds wurde im 19. Jahrhundert durch Landaufschüttung gewonnen, indem ein Teil des Beacon Hill zur Verfüllung einer kleinen Bucht und eines Mühlenteiches genutzt wurde, durch die das West End von den Stadtteilen Beacon Hill und North End getrennt war. Die Maßnahmen dazu begannen im Jahr 1807.
Heute besteht der Stadtteil vorwiegend aus Häuserblocks mit Wohnungen in Hochhäusern. Er grenzt zwischen der Longfellow Bridge und der Charles River Dam Bridge an den Charles River, an dessen Ufer auch der Charlesbank Playground liegt, der vom Rest des West End durch den Storrow Drive getrennt wird.

## Geschichte

### Historie

#### Die Anfänge

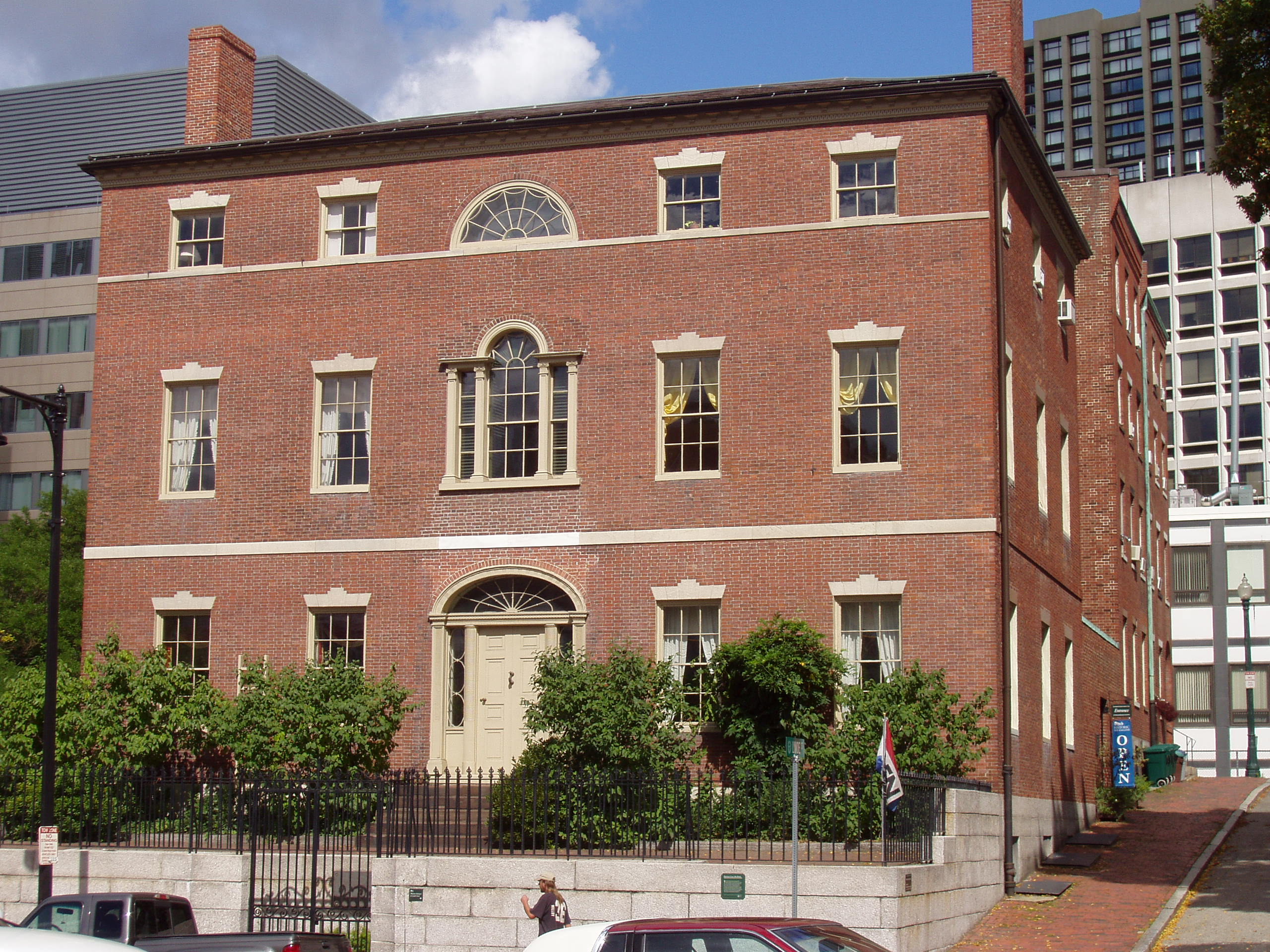
Das erste von Charles Bulfinch für Harrison Gray Otis entworfene Haus im West End.

Im späten 18. und frühen 19. Jahrhundert waren die Küsten von Boston und das North End zunehmend überbevölkert, so dass viele der reicheren Einwohner die Möglichkeit nutzten, das heutige West End zu entwickeln. Zu Beginn war das dafür vorgesehene Areal noch durch eine kleine Bucht von den anderen Stadtteilen getrennt, die zunächst aufgefüllt werden musste. Zu diesem Zweck wurde ein Teil des in der Nähe befindlichen Beacon Hill abgetragen und als Füllmasse verwendet. Der Architekt Charles Bulfinch war zu dieser Zeit für einen Großteil des architektonischen Charakters von Boston verantwortlich und spielte auch eine große Rolle bei der Entwicklung des neuen West End.
Bulfinch entwarf zu Beginn seiner Karriere in den 1790er Jahren vor allem größere Anwesen, von denen viele im West End und in anderen Bostoner Stadtteilen standen. Eines der bekanntesten Häuser aus dieser Zeit ist das erste von insgesamt drei Häusern, die er für Harrison Gray Otis errichtete. Dieses Haus ist eines der wenigen, das den Erneuerungsprozess des Stadtteils überlebt hat.
Weitere von Bulfinch im West End entworfene Sehenswürdigkeiten umfassen das von 1816 bis 1825 errichtete Granitgebäude des Massachusetts General Hospital (heute bekannt als Bulfinch Pavilion) sowie den West End Market an der Ecke der Straßen Grove und Cambridge. Dieser 1810 errichtete historische Markt wurde allerdings im Rahmen der Stadterneuerung in den 1950er Jahren abgerissen.
Bulfinch entwarf viele neue Backsteingebäude mit Gärten, die viele der reicheren Einwohner Bostons anzogen. Um 1810 wurde das West End vorwiegend von reichen Geschäftsleuten, Händlern und Anwälten bewohnt. Die meisten davon zogen jedoch bereits nach kurzer Zeit weiter nach Beacon Hill, wodurch das West End zu einem Anlaufpunkt für neue Immigranten und Afroamerikaner wurde.
Zu dieser Zeit ebenfalls bekannt war der Architekt Gridley James Fox Bryant, nach dessen Plänen im West End im Jahr 1851 das Charles Street Jail errichtet wurde. Das Gefängnis wurde später zum Liberty Hotel umfunktioniert.

#### Afroamerikanische Geschichte

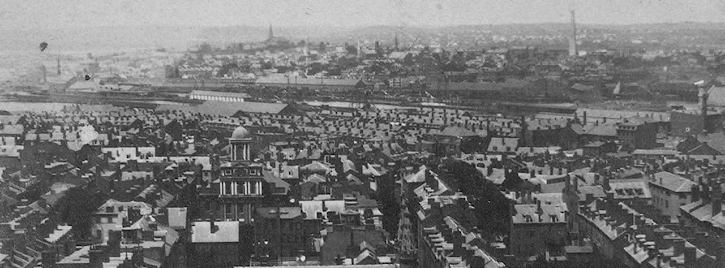
Das West End im 19. Jahrhundert von der Spitze des Beacon Hill aus gesehen

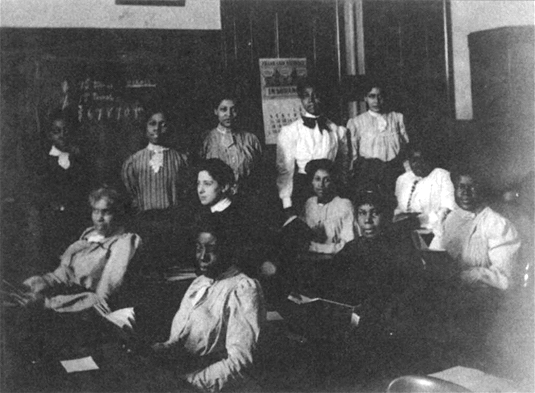
Die West End Adult Evening School, ca. 1890, fotografiert von Augustine H. Folsom (Boston Public Library)

Im frühen 19. Jahrhundert wurde das West End – ebenso wie der nördliche Teil von Beacon Hill – zu einem wichtigen Zentrum der afroamerikanischen Gemeinschaft in Boston. Die meisten wohlhabenden und weißen Einwohner des südlichen Teils von Beacon Hill waren strenge Befürworter des Abolitionismus, was Afroamerikaner der Arbeiter- und Mittelklasse dazu bewog, in das West End und das nördliche Beacon Hill zu ziehen.
Nach dem Amerikanischen Bürgerkrieg blieb das West End auch weiterhin ein wichtiges Zentrum afroamerikanischer Kultur und war zu diesem Zeitpunkt einer der wenigen Orte in den Vereinigten Staaten, wo Afroamerikaner eine politische Stimme hatten. Jedes Jahr von 1876 bis 1895 saß mindestens ein schwarzer Einwohner aus dem West End im Bostoner Stadtrat.

### Stadterneuerung

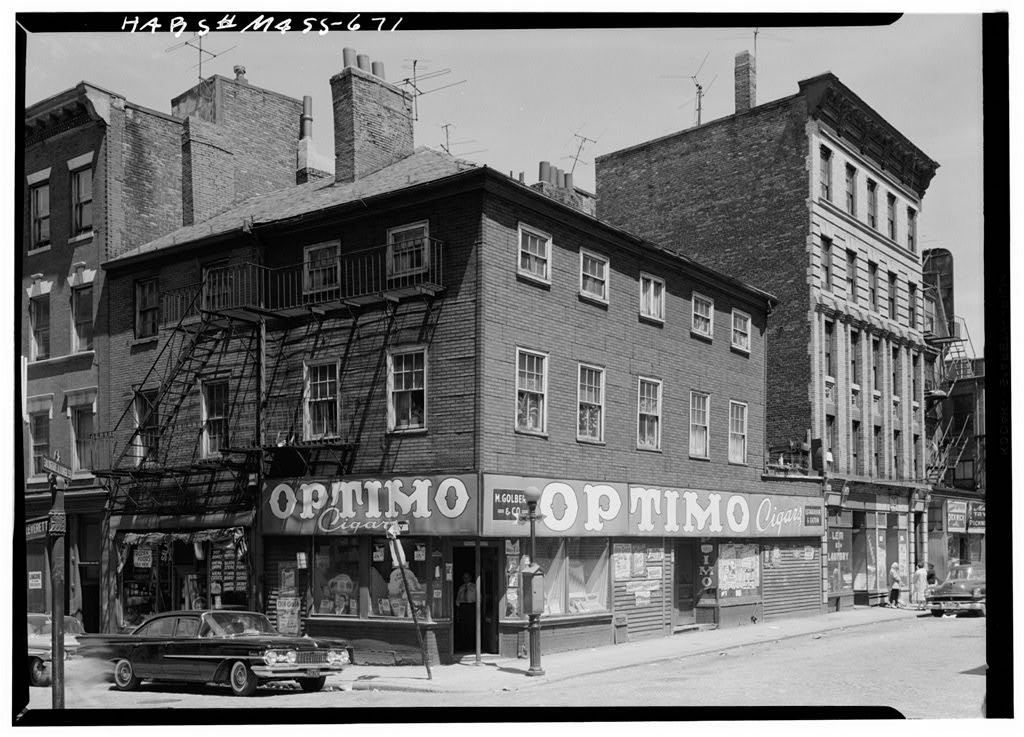
Die Green Street im Jahr 1959

In den 1950er Jahren war das Bostoner West End zu einem Wohngebiet mit verbreiteter Erwerbsarmut geworden. Einzelne Gewerbebetriebe verteilten sich über den Stadtteil, und die meisten Einwohner bezeichneten ihn als einen guten Platz zum Leben. Das einst stark übervölkerte Gebiet befand sich in einem Prozess der Entspannung (auch als „deslumming“ bezeichnet), und die Einwohnerzahl war auf etwa 7.500 gefallen. Zum Ende der 1950er Jahre wurde mehr als die Hälfte des gesamten Stadtteils abgerissen, um die alte Bausubstanz durch neue Wohnhochhäuser als Teil eines groß angelegten Projekts zur Stadterneuerung zu ersetzen.

#### Politischer Hintergrund
Die großflächige Erneuerung des West End wurde bereits in den 1930er Jahren von Nathan Straus vorgeschlagen, kurz nachdem der National Housing Act of 1934 im Rahmen des New Deal verabschiedet worden war. Der Stadtteil wurde von reichen Bostoner Einwohnern, die in anderen Teilen der Stadt lebten, als Slum angesehen, die Angehörigen der Arbeiterklasse jedoch, die im West End wohnten, fühlten sich mit dem Stadtteil eng verbunden, so dass der Plan politisch bis in die 1950er Jahre hinein nicht umsetzbar war.
Gegen Ende der 1940er Jahre regierte der Bürgermeister James Michael Curley die Stadt mit eiserner Hand. Seine „Politik ignorierte mehr oder weniger die Gruppen der WASP und Yankees“. Eine seiner Taktiken bestand darin, den Reichen die Schuld für die Nöte der Armen zu geben. Dies wird als einer der Gründe für die beginnende Abwanderung aus Boston und dem darauf folgenden Niedergang angesehen.

“Curley made many enemies in his long career. He enjoyed verbally attacking the Boston Brahmins, and he encouraged his Irish constituents to blame their woes on the Yankees. Many of the people who had long dominated the city came to feel unwelcome in Boston. The exodus of Protestants to the suburbs that took place during the Curley era left a lasting legacy.”

„Curley machte sich in seiner langen Karriere viele Feinde. Er fand Gefallen daran, die Brahmanen von Boston verbal anzugreifen, und er unterstützte seine irischen Wähler darin, die Ursache ihrer Probleme bei den Yankees zu suchen. Viele langjährig dominierende Bürger der Stadt kamen sich zunehmend unwillkommen vor, und die Abwanderung der Protestanten in die Vororte während der Amtszeit Curleys hinterließ ein bleibendes Erbe.“

Trotz dieser Politik und Anschuldigungen wegen Korruption in seinem Umfeld wurde Curley als Bürgermeister des Volkes wahrgenommen.
Mit der Übernahme der Verwaltung durch John Hynes im Jahr 1949 vollzog er eine vollständige Kehrtwende und war darum bemüht, den Wohlstand in die Stadt zurückzubringen. Dazu arbeitete er mit führenden Geschäftsleuten zusammen und gründete die Boston Redevelopment Authority (BRA). Diese bestand aus vier Personen, die vom Bürgermeister ernannt wurden, und aus einer weiteren Person, die vom Gouverneur bestimmt wurde. Die BRA sollte die Boston Housing Authority ersetzen, in die der Bürgermeister kein Vertrauen mehr hatte, und war für die großflächige Stadterneuerung von Boston – darunter auch das West End – zuständig.

#### Umsetzung
Als Teil des Plans, ein „neues Boston“ zu erschaffen, strukturierte die BRA während der 1950er Jahre mehrere Stadtteile neu. So wurde vor dem West End auch das South End umgestaltet, und der Scollay Square wurde eingeebnet, um darauf später das Government Center zu errichten. Eine wesentliche Motivation hinter diesen Projekten bestand in der Absicht, als Slums klassifizierte Stadtteile durch solche zu ersetzen, die erhöhte Steuereinnahmen versprachen. So betrugen die Steuereinnahmen des West End vor der Erneuerung pro Jahr lediglich geschätzte 546.000 US-Dollar.
Die Erneuerung des West End wurde offiziell am 11. April 1953 bekanntgegeben. Bürgermeister Hynes und die BRA gaben an, dass das Projekt viele Vorteile für den Stadtteil bringen würde. Die engen Straßen des Gebiets stellten ein hohes Brandrisiko dar, und viele der Gebäude entsprachen teilweise oder vollständig nicht mehr den damals aktuellen Bau- und Brandschutzvorschriften. Den Mietern wurde zugesichert, dass ihnen bezahlbare und angemessene Wohnungen angeboten würden, und vielen wurde Glauben gemacht, dass sie nach Beendigung des Erneuerungsprojekts in das West End zurückkehren könnten.
Zum Plan gehörte die vollständige Einebnung eines 46 Acres (186.155 m²) großen Teilstücks des West End, wozu 2.700 Familien umgesiedelt werden mussten. Auf der neuen Fläche sollten jedoch nur 5 Wohnhochhäuser mit insgesamt 477 Apartments errichtet werden. Die Neuentwicklung zielte eindeutig auf die obere Mittelschicht als neue Einwohner, d. h. die meisten der umgesiedelten Familien würden es sich finanziell nicht leisten können, zurückzukehren.
Im Oktober 1957 gab es bei der BRA eine Anhörung zu diesem Projekt, an der mindestens 200 Einwohner des West End teilnahmen, die zum größten Teil gegen die Umsetzung der Pläne waren. So gründeten sie mit Unterstützung von Joseph Lee das Save the West End committee, um Demonstrationen und Proteste gegen die Neuentwicklung zu organisieren. Die meisten Einwohner waren allerdings überzeugt, dass das Projekt ohnehin nicht umgesetzt werden würde, und blieben daher untätig, bis es zu spät war.
Die betroffenen Einwohner erhielten ihre Räumungsbescheide am 25. April 1958. Die BRA stützte sich auf den Housing Act of 1949, um das West End nahezu vollständig abzureißen. Arbeiterfamilien wurden umgesiedelt und das ursprüngliche Straßengeflecht durch Häuserblocks ersetzt. Im Ergebnis bestand der erneuerte Stadtteil nahezu ausschließlich aus Wohnhochhäusern, Einkaufszentren und Parkplätzen.

#### Spannungen und Konflikte
Die Stadterneuerung des West End wurde heftig von Kritikern attackiert, die die Zerstörung eines Stadtteils im Allgemeinen sowie die rücksichtslose Umsetzung der Pläne im Besonderen monierten. Einer der Hauptkritikpunkte bestand in der Feststellung, dass der Stadtteil von seinen Einwohnern überhaupt nicht als Slum wahrgenommen wurde und es dort eine starke und stabile Gemeinschaft gab. Tatsächlich wurde der Stadtteil vorwiegend von wohlhabenden, außerhalb des West End lebenden Einwohnern als Slum bezeichnet, was von der Politik stets aufgegriffen und unterstützt wurde. So wurde beispielsweise kurzerhand die Müllabfuhr und Straßenreinigung des Stadtteils eingestellt, was auf der Straße zu chaotischen Zuständen führte. Um dies zu dokumentieren, wurde ein Fotograf einer lokalen Tageszeitung damit beauftragt, in das Viertel zu gehen, einen Mülleimer auszuleeren und durch das entstehende Bild den Eindruck eines verwahrlosten Stadtteils zu erzeugen.
Viele der Hauseigentümer wurden nicht hinreichend entschädigt. Aufgrund bestehender Gesetze wurde die Stadt unmittelbar mit der Aufnahme eines Mietshauses auf die Abrissliste zum rechtlichen Eigentümer des betroffenen Gebäudes. Dies hatte zur Folge, dass die ursprünglichen Hauseigentümer kein Einkommen mehr erzielten, da die Mieteinnahmen direkt an die Stadt zu zahlen waren. So waren die ehemaligen Eigentümer schnell dazu bereit, ihre Grundstücke zu erheblich reduzierten Preisen zu verkaufen.
Ebenfalls in Frage gestellt wurde die Rechtfertigung für den Abriss des West End insgesamt. Es gibt Vermutungen, dass der Stadtteil als einer derjenigen, die den vorherigen Bürgermeister unterstützt hatten, John Hynes ein Dorn im Auge war. Die Gesamtkosten des Projekts beliefen sich auf 15,8 Millionen US-Dollar, nicht eingerechnet den Verlust an Steuereinnahmen für die Zeit, in der das Gebiet nicht besiedelt war. Es ist unsicher, ob die erhöhten Steuereinnahmen jemals ausreichen, um diese Kosten zu rechtfertigen.
Die negativen Auswirkungen der Stadterneuerung auf ehemalige Einwohner des West End sind gut dokumentiert. Zwischen einem Viertel und der Hälfte der ehemaligen Einwohner wurden in Häuser und Wohnungen mit niedrigerem Standard umgesiedelt, für die sie noch dazu höhere Mieten zahlen mussten. Etwa 40 % litten unter erheblichen Langzeitfolgen ihrer Trauer. Viele der ehemaligen Einwohner teilen ihre Erinnerungen und Trauer über den West Ender Newsletter. Die Zerstörung der Gemeinschaft des West End führte zu einer starken Abneigung gegen weitere Stadterneuerungen in Boston.

### Einwohnerentwicklung

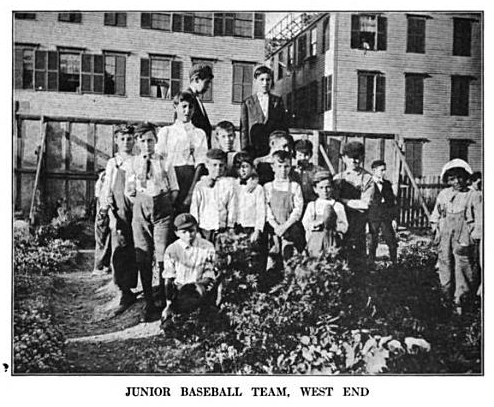
Eine Baseball-Jugendmannschaft im West End, 1915

Von der zweiten Hälfte des 19. bis zur Mitte des 20. Jahrhunderts wurde das Bostoner West End zur Heimat vieler unterschiedlicher Gruppen von Immigranten. Die reichen Geschäftsleute und Angehörigen der Mittelklasse waren fast vollständig weggezogen, jedoch blieben viele Afroamerikaner im West End wohnen und trugen zur kulturellen Vielfalt des Stadtteils bei. Zu den Immigrantengruppen, die zu diesem Schmelztiegel beitrugen, zählten Armenier, Griechen, Iren, Libanesen, Italiener, Juden, Litauer, Polen, Russen, Syrer, Ukrainer sowie viele weitere Ost- und Südeuropäer. Während dieser Zeit erreichte die Bevölkerung mit etwa 23.000 Einwohnern ihren Höchststand.
Als Nebeneffekt dieser Einwanderung veränderte sich die religiöse Zusammensetzung des West End sehr stark. Protestantische Kirchen wurden geschlossen bzw. zogen an andere Orte und wurden insbesondere durch katholische Kirchen und Synagogen ersetzt. Beispielsweise musste die 1806 errichtete Old West Church im Jahr 1892 aufgrund fehlender Gemeindemitglieder schließen. Zwei Jahre später wurde sie als Bibliothek und Zweigstelle der Boston Public Library neu eröffnet.

#### Irische Immigranten
Eine der ersten neuen Immigrantengruppen, die sich im West End ansiedelte, waren die Iren, die bald darauf eine lebhafte Gemeinschaft entwickelten. Nach einiger Zeit verfügten sie über sehr enge Verbindungen zu Martin Lomasney, der auch als „der Mahatma“ bekannt war. Lomasney war der politische Führer des 8. Bostoner Wards und damit zuständig für das West End. Er war dort sehr bekannt dafür, sich um die Gemeinde im Allgemeinen und die Iren im Besonderen zu kümmern.
Bereits früh in seiner Karriere richtete er den Hendricks Club im Herzen des Stadtteils ein. Zunächst wurde er als sozialer Treffpunkt genutzt, wandelte sich jedoch später zum Dreh- und Angelpunkt der Klientelpolitik von Lomasney. Von dort aus begann er mit der Einrichtung von Sozialdiensten sowie Wohltätigkeitsorganisationen und bot armen Immigranten ein Obdach. Im Gegenzug waren ihm die Wählerstimmen eines Großteils der Einwohner des Stadtteils sicher.

#### Jüdische Immigranten
Gegen Ende des 19. und zu Beginn des 20. Jahrhunderts verlangsamte sich die irische Einwanderung. Stattdessen begannen Juden aus Osteuropa damit, in großer Zahl in das West End zu ziehen. Die meisten von ihnen wollten dadurch ihrer Verfolgung in Litauen, Russland und Polen entgehen. Sie bildeten im Stadtteil eine eigene Gemeinschaft und waren um 1910 bereits ein fester Bestandteil der Bevölkerung geworden. Sie integrierten sich schnell und errichteten Gesundheitszentren, Bibliotheken, Gewerkschaften, Darlehenskassen, Waisenhäuser und Synagogen. Der Schauspieler Leonard Nimoy wuchs in dieser Gemeinschaft auf.
Die 1919 errichtete und 1985 geschlossene Vilna Shul (heute ein Synagogen-Museum) und das African American Meeting House (heute ein Kirchenmuseum) sind die beiden einzigen von ursprünglich sieben Synagogen, die heute noch im West End stehen.

#### DasWest Endheute

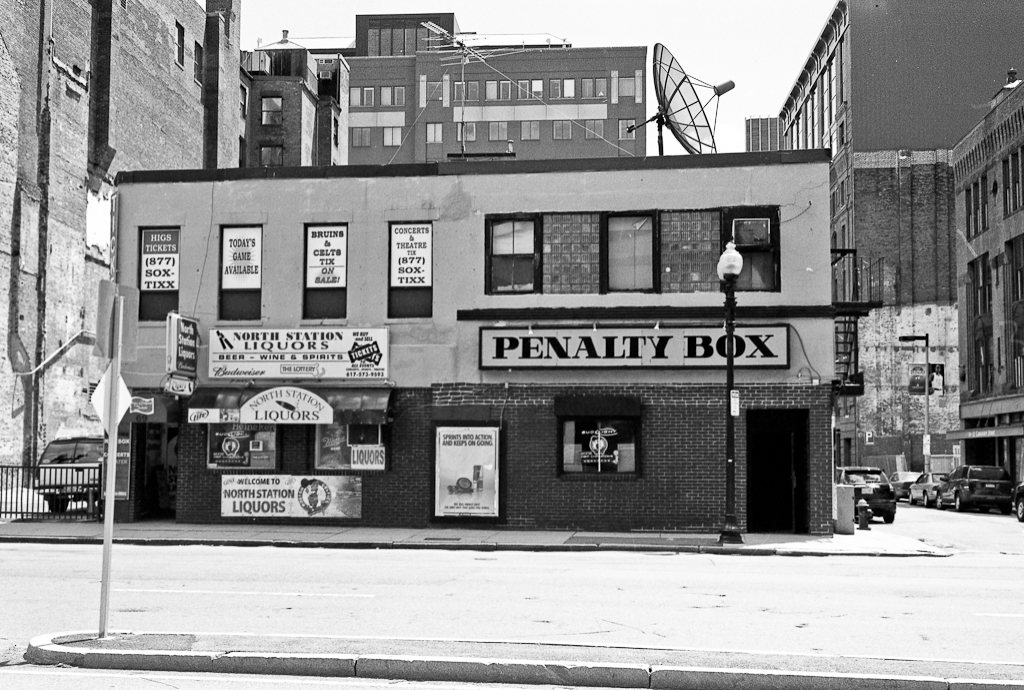
Die Causeway Street 2010

Heute besteht das West End sowohl aus Wohn- als auch Gewerbegebieten. Nur wenige kommerziell genutzte Bereiche wurden von der Stadterneuerung in den 1950er Jahren ausgenommen, darunter das Massachusetts General Hospital, das Charles Street Jail und das sogenannte Bulfinch Triangle, ein kleines von den Straßen Causeway, Merrimac und Market umschlossenes Gebiet. Im nördlichen Bereich des Stadtteils befinden sich darüber hinaus die Boston North Station und der TD Garden. Der Charakter, den das West End vor dem Erneuerungsprozess hatte, kann heute noch im gemischt genutzten Bulfinch Triangle gesehen werden. Es gibt dort einige Pubs und Restaurants, die vom Verkehr von und zur Faneuil Hall bzw. zum TD Garden leben.

## Wirtschaft und Infrastruktur

### Medien
Die Zeitschrift West Ender Newsletter wurde 1985 von Jim Campano gegründet, der auch heute noch Herausgeber und Autor ist. Die Zeitschrift erscheint vierteljährlich und wurde im März 1985 das erste Mal verkauft. Zielgruppe der Zeitung sind vor allem ehemalige Einwohner des West End, die im Zuge des Stadterneuerungsprojekts umgesiedelt wurden und aufgrund gestiegener Mieten und Grundstückspreise nicht wieder zurückkehren konnten. Ein bekannter Unterstützer der Zeitung war Leonard Nimoy, der ebenfalls im West End gelebt hat.